# Аппана, Наташа
Наташа Аппана (фр. Nathacha Devi Pathareddy Appanah, род. 24 мая 1973, Маэбур, о. Маврикий) — французская писательница индийского и восточно-африканского происхождения.

## Биография
Родители — выходцы из Индии. Родной язык Аппаны — маврикийский креольский, пишет она на французском языке. Работала журналисткой на Маврикии, с 1998 года живёт во Франции. Выступает как в прессе и на радио.

## Романы
- 2003: Les Rochers de Poudre d’or, Gallimard (исторический роман; книжная премия телевидения Заморских владений Франции, Prix Rosine Perrier; итал. пер. 2006)
- 2004: Blue Bay Palace, Gallimard (Большая литературная премия Индийского и Тихого океанов, итал. пер. 2005, нем. пер. 2006, англ. пер. 2009)
- 2005: Свадьба Анны / La Noce d’Anna, Gallimard (премия публики на Парижском книжном салоне, Prix Passion, итал. пер. 2007)
- 2007: Последний брат[фр.], Éditions L’Olivier (исторический роман; премия сети книжных магазинов Fnac за роман, премия читателей журнала Express, премия Культура и общедоступная библиотека, премия Франко-израильского фонда, нем. пер. 2009, англ. пер. 2011)
- 2016: Тропик жестокости[фр.], Gallimard — премия Prix Femina des lycéens[фр.] 2016[1], награда Prix France Télévisions[фр.] 2017 телерадиокомпании France Télévisions, премия Prix du roman métis des lycéens[фр.] 2017
- 2016: Petit Éloge des fantômes, Gallimard Folio
- 2018: Une année lumière, Gallimard
- 2019: Le ciel par-dessus le toit[фр.], Gallimard, — вошёл в шорт-лист Гонкуровской премии 2019[2]